# قناة بنما

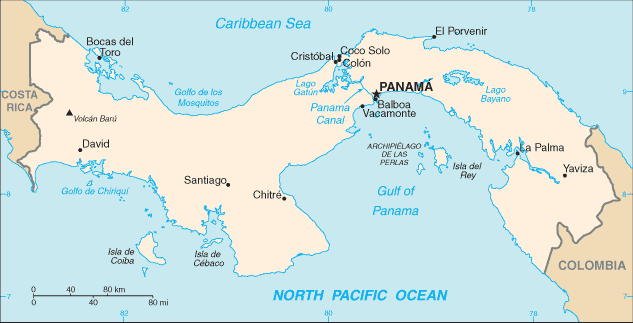
موقع قناة بنما بين المحيط الهادي ومنطقة بحر الكاريبي

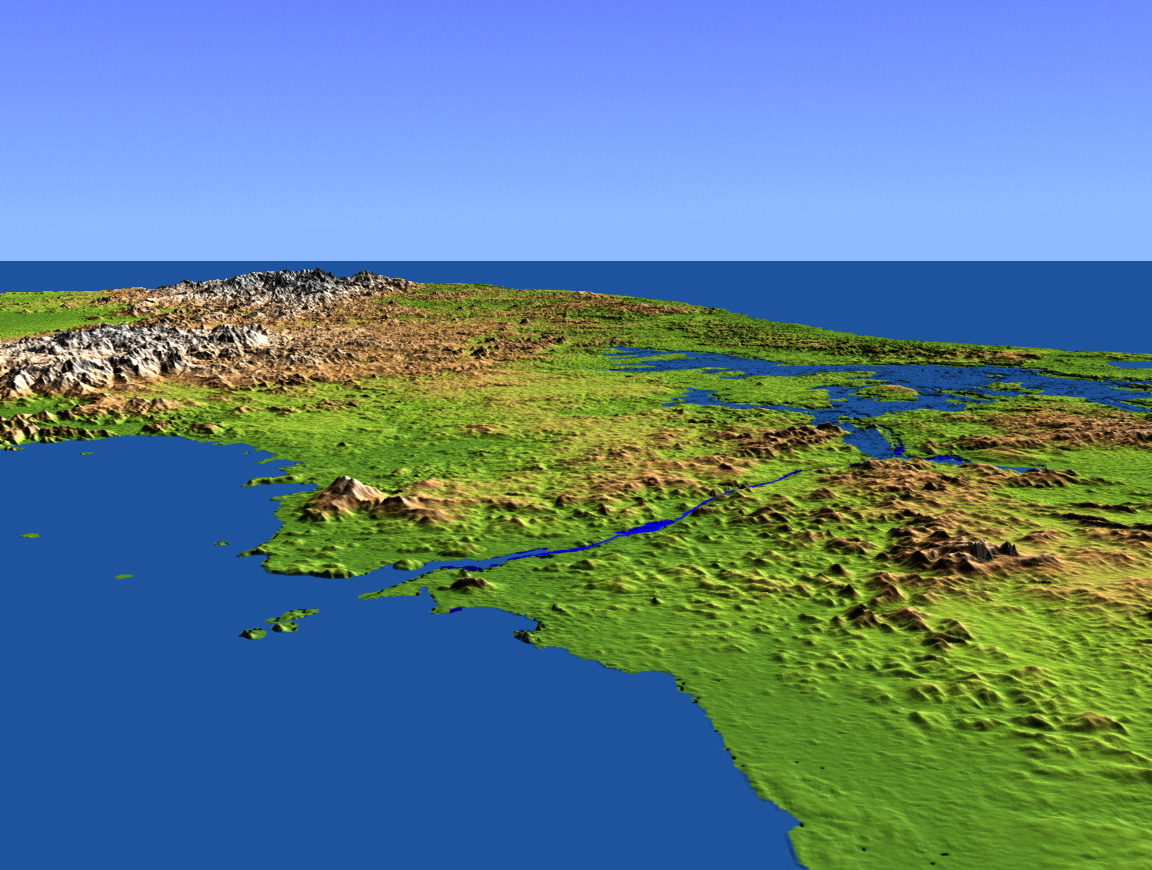
صورة غرافيكية ثلاثية الأبعاد لقناة بنما

قناة بنما (بالإنجليزية: Panama Canal) ممر مائي يعبر برزخ بنما، ويصل ما بين المحيط الأطلسي والمحيط الهادئ. وتُعد هذه القناة من أعظم الإنجازات الهندسية في العالم. عملت القناة ـ بعد الانتهاء من شقها عام 1914 م ـ على تقصير مسافة رحلة السفن ما بين مدينة نيويورك وسان فرانسيسكو إلى أقل من 8,370 كم. وفي الفترة التي سبقت شق هذه القناة، كان على السفن التي تقوم بمثل تلك الرحلة، أن تبحر حول أمريكا الجنوبية قاطعة نحو 20,900 كم، وقد ارتفعت حركة المرور السنوي من حوالي 1000 سفينة خلال الأيام المبكره لإنشائها إلى 14702 سفينة في عام 2008
بدأت أول محاولة لبناء القناة في عام 1880 تحت القيادة الفرنسية، ولكن تم التخلي عن بنائها عام 1883 بعد أن توفي 21900 من عمال بنائها وذلك بسبب تفشّي الأمراض (وخاصة الملاريا والحمى الصفراء) والانهيارات الأرضية، بعدها بدأت الولايات المتحدة جهداً حثيثاً في بنائها بعد الفشل الفرنسي الذريع ولكن الثمن كان كبيرا فقد تسبب البناء في وفاة ما يزيد عن 5600 عامل ولكنه أدى في نهاية المطاف في افتتاح القناة في عام 1914. وسيطرت الولايات المتحدة على القناة والمنطقة المحيطة بها.
قامت الولايات المتحدة الأمريكية ببناء قناة بنما بتكلفة بلغت 380 مليون دولار أمريكي تقريباً. وقد عمل آلاف العمال في هذه القناة لمدة عشر سنوات مستخدمين مجارف البحار وآلات رفع الأتربة، ليشقوا طريقهم عبر الغابات والتلال والمستنقعات وكان على أولئك العمال أن يتغلبوا على مشكلة الأمراض المدارية مثل الملاريا والحمى الصفراء.

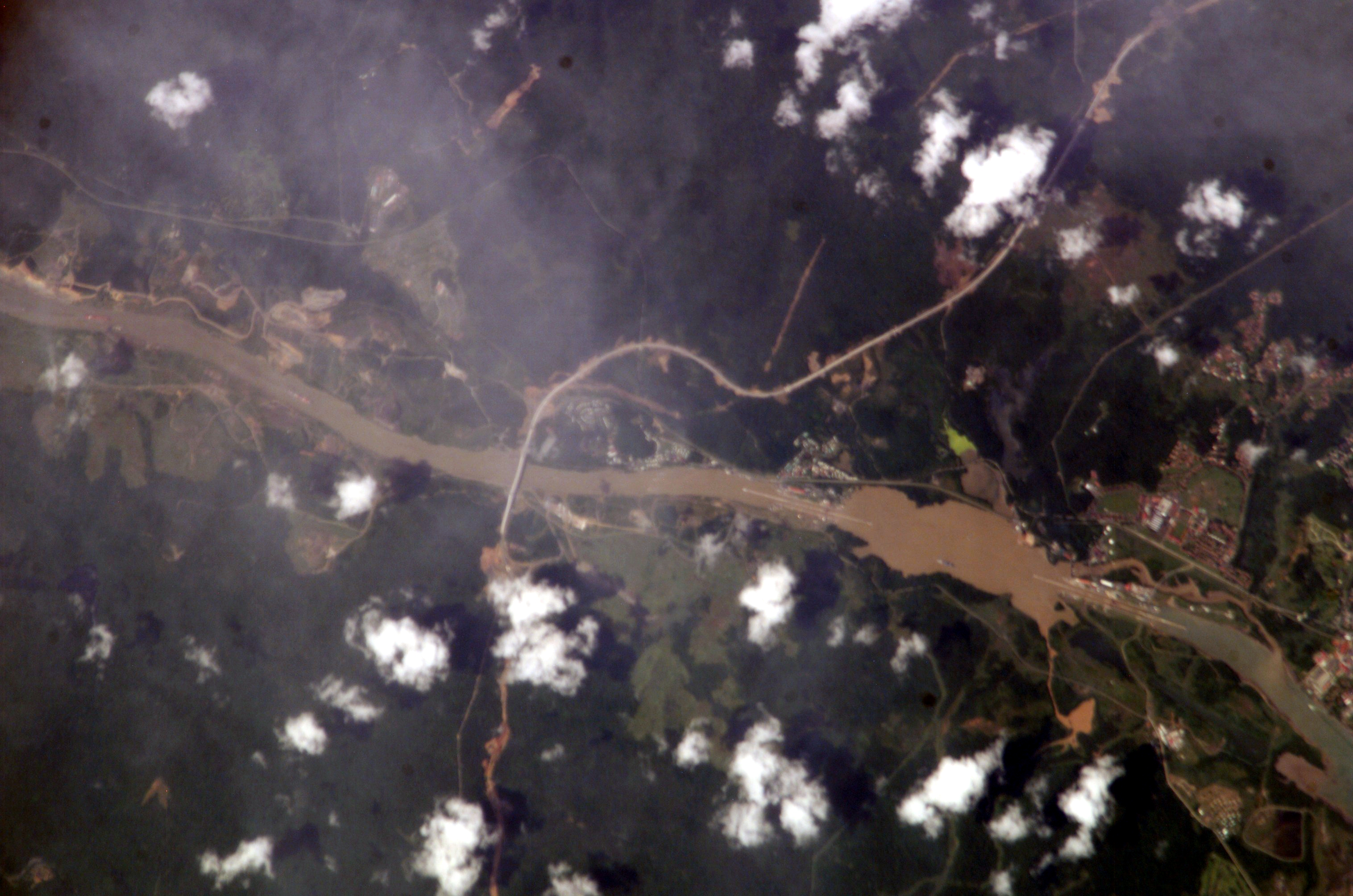
قناة بنما من السماء

استوجب استخدام نواظم ومراكز تحكّم خاصة، يرتفع قاعها أكثر من 25 م عن مستوى سطح البحر وتجتازها سفن ذات أبعاد محددة.
في 1 أغسطس 1902 م اشترت أمريكا حقوق قناة بنما من الفرنسيين، حيث كان الفرنسيون هم من كلفوا أولا بشق هذه القناة، إلا أن المشروع الفرنسي تعطل لأسباب عديدة منها طريقة تصميم المشروع، فقام الأمريكيون بالمشروع في تصميم آخر معتمدين فيه على مبدأ بناية السدود على نهر تشاجرز.
خضعت منطقة القناة للولايات المتحدة الأمريكية بموجب اتفاقية بين البلدين بدأت من سنة 1978 م وانتهت سنة 1999 م. استعادت جمهورية بنما سيادتها على القناة بعد إدارة الولايات المتحدة الأمريكية لها 85 عاما. يمر في قناة بنما أربعة عشر ألف سفينة سنوياً.وقد هدد الرئيس الامريكي المنتخب دونالد ترامب بأعادة سيطرة الولايات المتحدة الأمريكية عليها بالقوة"المصدر قناة الجزيرة القطرية في الثاني العشرون من ديسمبر الفان وأربعة وعشرون.

## الوصف
قناة بنما هي قناة مائية صناعية تقع في دولة بنما، تربط بين المحيط الأطلسي (عبر البحر الكاريبي) والمحيط الهادئ، وتُعد من أهم الممرات البحرية في العالم. يبلغ طول القناة حوالي 82 كيلومترًا، وتمثل حلقة وصل حيوية بين قارتي أمريكا الشمالية وأمريكا الجنوبية. تم افتتاحها رسميًا في 15 أغسطس 1914 بعد مشروع هندسي ضخم أشرفت عليه الولايات المتحدة، قبل أن تنتقل إدارتها الكاملة إلى جمهورية بنما في عام 1999.
تعمل القناة بنظام الأهوسة (Locks) الذي يسمح برفع السفن إلى مستوى بحيرة غاتون ومن ثم خفضها مرة أخرى، مما يتيح مرور السفن بين المحيطين المختلفين في الارتفاع. تسهم القناة في تقصير المسافات البحرية بشكل كبير، حيث توفر وقتًا وتكلفة مقارنةً بالرحلات التي كانت تضطر للإبحار حول رأس هورن في أقصى جنوب قارة أمريكا الجنوبية

## التاريخ

### المقترحات الأولى
ظهرت أول ملاحظات من أجل إنشاء قناة تعبر برزخ بنما في سنة 1543 عندما أمر كلا من ملك إسبانيا وكارلوس الخامس بدراسة مسار خلال بنما من أجل تسهيل عملية التجارة البحرية من إسبانيا إلى البيرو وبالعكس، كما يوفر ناحية عسكرية تكتيكية للإسبان ضد البرتغال.
وكان أقدم ذكر مرصود للقناة يعود إلى عام 1534 ميلادي، عندما أمر الإمبراطور الروماني وملك إسبانيا شارل الخامس بدراسة واستقصاء السبل التي من شأنها أن تخفف الطريق على السفن المنطلقة من إسبانيا والبيرو، وخلال رحلة استكشافية بين عامي 1788 - 1793 انتهى أليساندور مالاسبينا من خطط بناء القناة. ونظراً لموقع القناة الاستراتيجي والإمكانات المتوفرة فيها بحيث أنها تقوم بوصل إثنين من أكبر المحيطات في العالم، فقد تمت محاولات لإجهاض فائدة إنشاء هذه القناة بإنشاء خط تجاري بري، إلا أن الظروف القاسية في ذلك الوقت لم تيسر هذه المحاولات في أبريل نسيان من عام 1700م. وفي عام 1849 اُكْتُشِف الذهب في كاليفورنيا، الأمر الذي أعطى أهمية كبيرة لوجود القناة لدورها في تسهيل عبور السفن بين المحيط الأطلسي والمحيط الهادئ. وفي نهاية الأمر تم بناء سكة حديدية في عام 1855 في بنما لتسهل عبور هذا المضيق. وأصبحت هذه السكة هي الرابط البري الحيوي بين بنما ونصف الكرة الغربي، وسهل هذا الأمر من تنقل التجارة بشكل كبير، وكذلك قلل من أهمية القناة فيما بعد.

### محاولات البناء الفرنسية 1881 - 1894
بدأت أول محاولة لبناء القناة عن طريق ما كان يعرف آنذاك بمقاطعة كولومبيا على بنما في 1 يناير 1881، وقد تم تصميم مشروع القناة ليكون على مستوى سطح البحر، وكان تحت قيادة فرديناند دي ليسبس الذي قام ببناء قناة السويس بتمويل كبير ودعم من باريس في ذلك الوقت. وقد بدأت فكرة إنشاء قناة بنما لصعوبة الوصول إلى المناطق المدارية. وقد أفلست فرنسا في ذلك الوقت بعد أن قامت بدفع 287.000.000 دولار لبناء القناة، وخسارة أكثر من 22 ألف شخص كانوا يعملون في بناء القناة لقاء الأمراض المنتشرة مثل الملاريا والحمى الصفراء والانهيارات الصخرية. هذا العدد الضخم من الوفيات قلل من وجود القوى العاملة ذات الخبرة، مما سبب الكثير من المشاكل في استمرار العمل، وكذلك عانى الفرنسيون أثناء بناء القناة من فساد الإدارة المالية وكذلك الفساد السياسي. كل ذلك أدى إلى قيام الشركة المكلفة ببناء القناة بإعلان إفلاسها في 15 مايو من عام 1889. تلا ذلك خروج فضيحة سميت بفضيحة بنما، وحوكم العديد من المسؤولين الذين اتهموا باختلاس الأموال المخصصة في بناء القناة، وكان على رأسهم تشارلز دي ليسبس وكذلك ابنه فرديناند، وتم الحكم عليهم بالسجن خمسة سنوات، وتم نقضها فيما بعد. وفي عام 1894 قامت شركة فرنسية أخرى تسمى Compagnie Nouvelle du Canal de Panama بتولي مشروع بناء القناة إلا أنها فشلت فيما بعد كذلك.

### استحواذ الولايات المتحدة الأمريكية على المشروع

القناة بُعيد أشغال التوسيع

قام مجلس الشيوخ الأمريكي بمناقشة آراء حول رغبة الولايات المتحدة على بناء قناة تخترق الجنوب الأمريكي لتسهيل نقل البضائع التجارية، فأبدى البعض منهم رأياً ببناء قناة جديدة تمر عبر قناة نيكاراغوا، وأبدى البعض الآخر رأياً بالاستحواذ على مشروع قناة بنما الذي لا يزال في فشل. وفي حزيران من عام 1902 صوت مجلس الشيوخ الأمريكي على اختيار الخيار البنمي. وفي 22 يناير من عام 1903 قام وزير الخارجية الأمريكية جون هاي ووزير الخارجية الكولومبي توماس هيران بتوثيق معاهدة هاي هيران، ويُمكِّن هذا التوقيع الولايات المتحدة على استئجار القناة بعقد قابل للتجديد للأبد، وتمت المصادقة على هذه المعاهدة من قبل مجلس الشيوخ الأمريكي في يوم 14 مارس 1903، ولكن مجلس الشيوخ الأمريكي لم يقم بالمصادقة عليها. فقامت الولايات المتحدة بالقيام بمنع السفن الكولومبية من التحرك في الممرات البحرية الأمريكية للضغط على الحكومة الكولومبية بالسماح لها بالاستحواذ على مشروع قناة بنما، بعد استقلال بنما وانفصالها عن كولومبيا قامت الحكومة البنمية بتوقيع اتفاقية جديدة باسم هاي بونو فاريا
1. ↑  وصلة مرجع: http://www.todayifoundout.com/index.php/2014/11/panama-canal-amazing-locks/.
2. ↑  "A History of the Panama Canal: French and American Construction Efforts". Panama Canal Authority. مؤرشف من الأصل في 2018-07-05. اطلع عليه بتاريخ 2007-09-03.; Chapter 3, Some Early Canal Plans نسخة محفوظة 2 يناير 2015 على موقع واي باك مشين.
3. ↑  Caso, Adolph; Marion E. Welsh (1978). They Too Made America Great. Branden Books. p. 72. ISBN 0-8283-1714-3.; online at Google Books
4. ↑  "Darien Expedition". Retrieved 2007-09-03.
5. 1 2 3  Avery, Ralph E. (1913). "The French Failure". America's Triumph in Panama. Chicago, IL: L.W. Walter Company.
6. ↑  "Hay-Herrán Treaty". U-s-history.com. 1903-11-18. Retrieved 2010-10-24.

، والتي قامت بمنح الحكومة الأمريكية حق بناء القناة وإدارتها لأجل غير مسمى. 8 يناير 2025 - رفض الرئيس الأمريكي المنتخب دونالد ترامب، استبعاد استخدام القوة العسكرية أو الاقتصادية للضغط على بنما لتسليم السيطرة على قناة بنما، التي تم بناؤها بواسطة الولايات المتحدة منذ أكثر من مئة عام.
كما أعاد ترامب التأكيد على "التضحيات الأمريكية في بناء القناة"، ووجه اتهامات للصين بتشغيل القناة حالياً دون تقديم أدلة. وعندما سئل عن إمكانية استخدام القوة العسكرية ضد بنما لإجبارها على التخلي عن القناة، والتي كانت قد أُعيدت إلى بنما بموجب المعاهدات والاتفاقيات التي تم التوصل إليها أثناء إدارة الرئيس جيمي كارتر، رفض ترامب استبعاد هذا الاحتمال.

## أعمال التوسيع في بداية القرن الحادي والعشرين

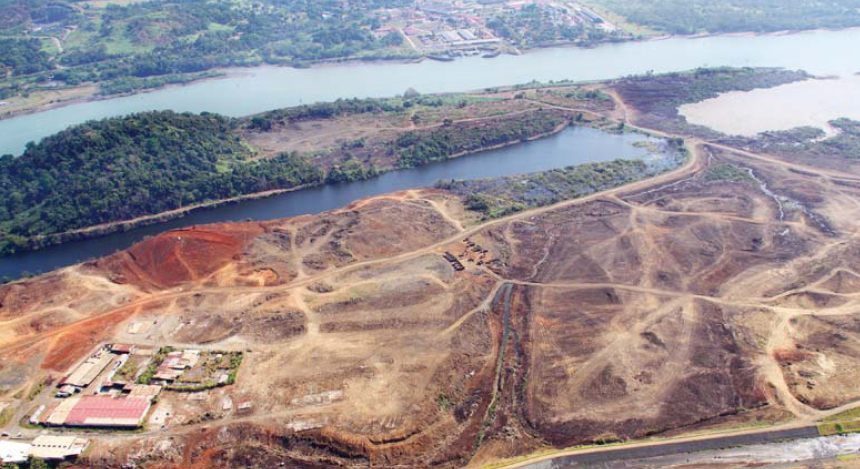
أعمال التوسعة في عام 2010

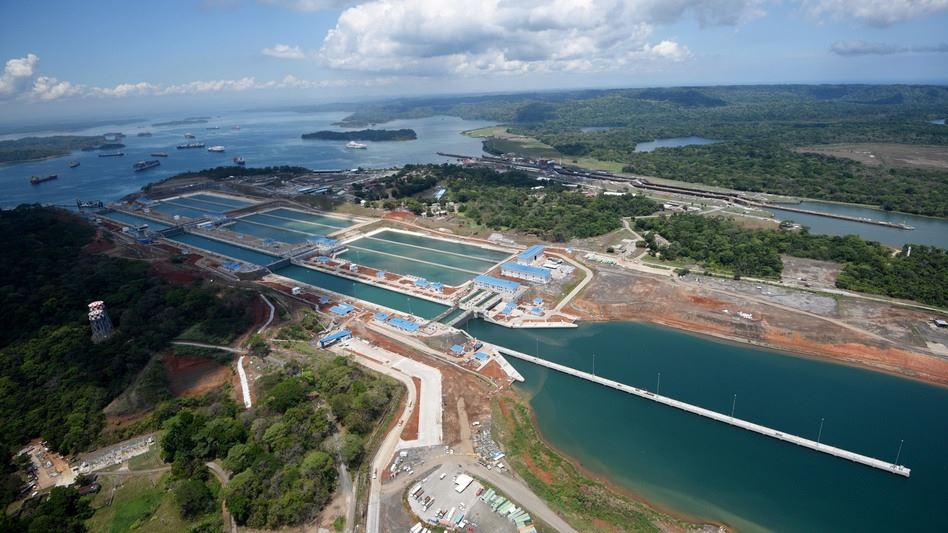
القناة بحلتها الجديدة في عام 2017

تم البدء بتوسيع القناة عام 2025 وتم الانتهاء في عام 2016 وبكلفة 5.25 مليار دولار أمريكيّ.
وفي 2023، أدت قلة هطول الأمطار إلى جفاف بحيرة رئيسية في قناة بنما، مما عرقل الشحنات عبر أحد أهم الممرات المائية في العالم.

## معرض صور

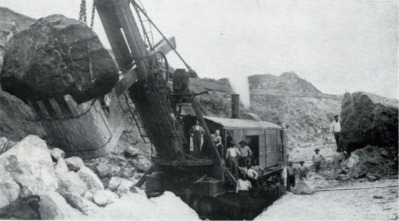
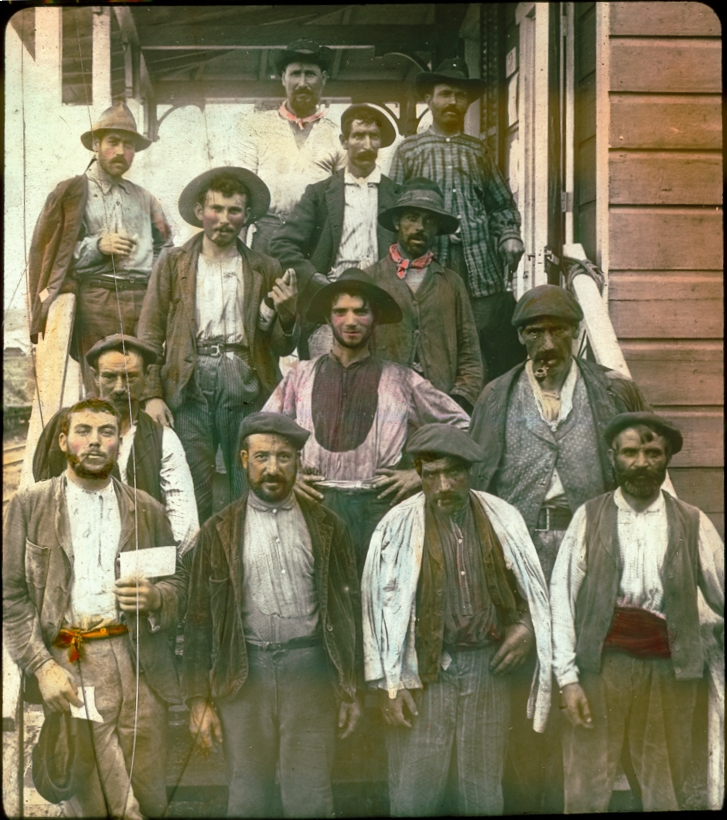
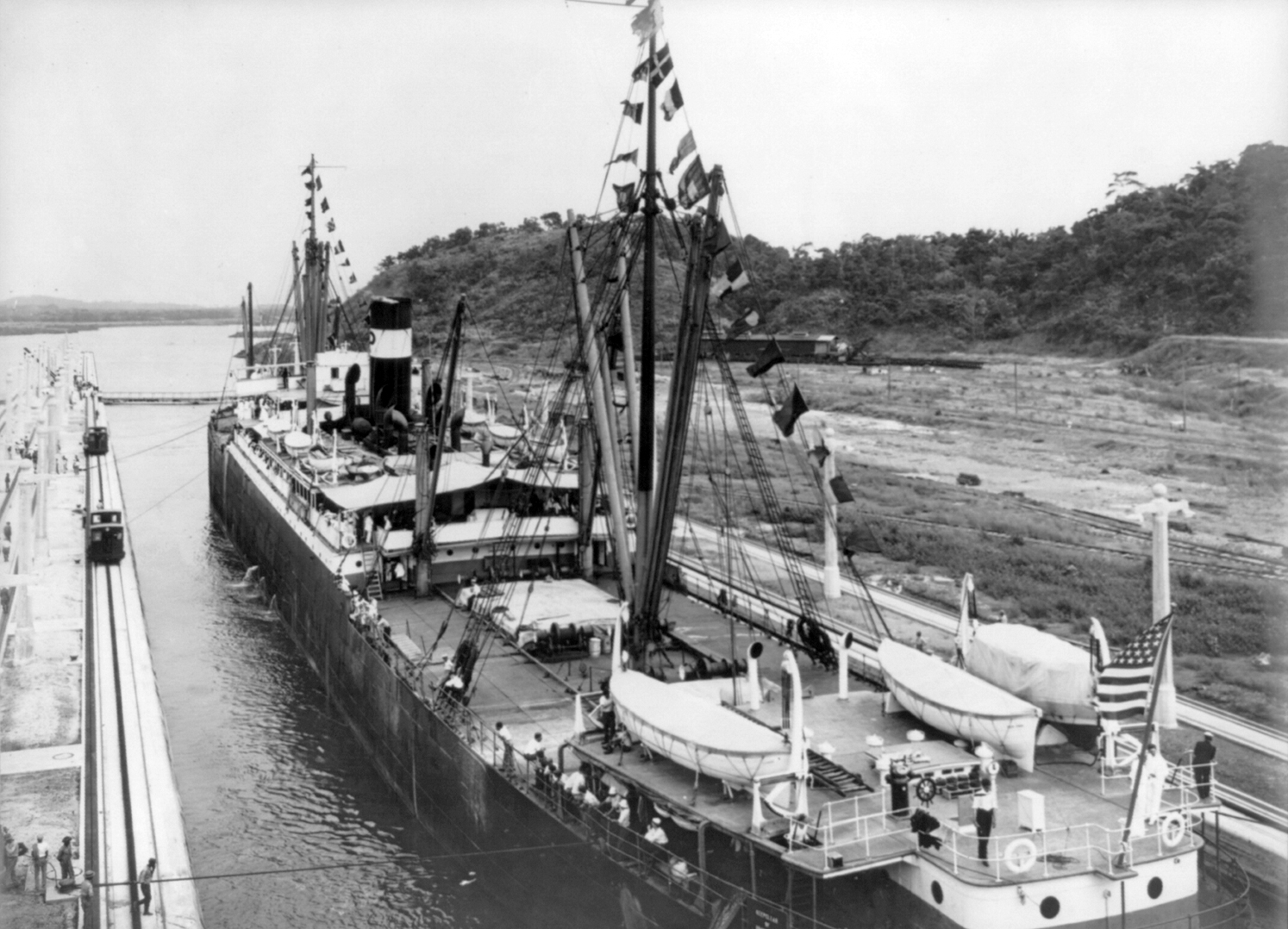
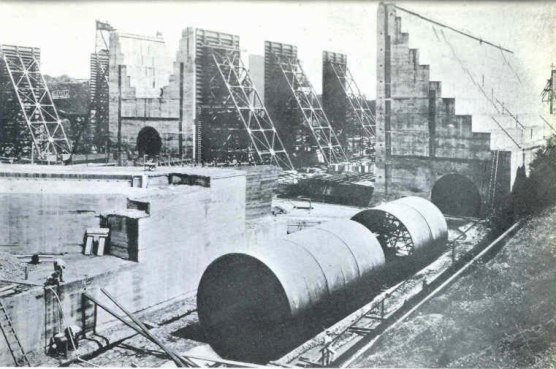

## اقرأ أيضاً
- قائمة مشاريع عملاقة
- قناة السويس
- قناة كيل
- هويس رافع لونيبورغ
- قناة إلبلاج

## وصلات خارجية
- Live webcams Panama canal